# Dekanat baranowicki
Dekanat baranowicki – jeden z 7 dekanatów diecezji pińskiej na Białorusi. W jego skład wchodzi 11 parafii. 

## Historia
W 1938 roku dekanat składał się z 10 parafii. Czterech obecnych parafii dekanatu:
- parafii Podwyższenia Krzyża Świętego w Baranowiczach
- parafii w Leśnej
- parafii w Nowej Myszy
- parafii w Połonce

oraz:
- parafii wojskowej św. Antoniego Padewskiego w Baranowiczach
- parafii Matki Bożej Królowej Polski w Baranowiczach
- parafii w Darewie (ob. w dekanacie lachowickim)
- parafii w Dziatkowiczach
- parafii w Makiejewszczyźnie (ob. filia parafii w Darewie)
- parafii w Nowosadach

Po reaktywacji diecezji pińskiej w 1991 roku istniał dekanat baranowicki zachodni i baranowicki wschodni. Obecnie ten pierwszy przekształcono w dekanat baranowicki, a drugi w dekanat lachowicki.

## Lista parafii
| Lp. | Miejscowość / parafia                                                | Proboszcz / administrator | Kościół                                                                  | Zdjęcie |
| --- | -------------------------------------------------------------------- | ------------------------- | ------------------------------------------------------------------------ | ------- |
| 1   | Baranowicze Parafia Podwyższenia Krzyża Świętego                     |                           | Kościół Podwyższenia Krzyża Świętego w Baranowiczach                     |         |
| 2   | Baranowicze Parafia Matki Bożej Fatimskiej                           | o. Konrad Potyka SVD      | Kościół Matki Bożej Fatimskiej w Baranowiczach                           |         |
| 3   | Baranowicze Parafia św. Zygmunta                                     | ks. Bogdan Kryński        | Kościół św. Zygmunta w Baranowiczach                                     |         |
| 4   | Baranowicze Parafia św. Jana Pawła II                                |                           | Kościół św. Jana Pawła II w Baranowiczach                                |         |
| 5   | Baranowicze Parafia Bożego Miłosierdzia i Matki Bożej Ostrobramskiej | ks. Paweł Rudman          | Kościół Bożego Miłosierdzia i Matki Bożej Ostrobramskiej w Baranowiczach |         |
| 6   | Horodyszcze Parafia Matki Bożej Różańcowej                           |                           | Kościół Matki Bożej Różańcowej w Horodyszczu                             |         |
| 7   | Leśna Parafia Matki Bożej Anielskiej                                 |                           | Kościół Matki Bożej Anielskiej w Leśnej                                  |         |
| 8   | Nowa Mysz Parafia Przemienienia Pańskiego                            |                           | Kościół Przemienienia Pańskiego w Nowej Myszy                            |         |
| 9   | Połonka Parafia Matki Bożej z Góry Karmel                            |                           | Kościół Matki Bożej Szkaplerznej w Połonce                               |         |
| 10  | Rusiny Parafia Chrystusa Króla                                       |                           | Kościół Chrystusa Króla w Rusinach                                       |         |
| 11  | Stołowicze Parafia Najświętszego Serca Pana Jezusa                   |                           | Kościół Najświętszego Serca Pana Jezusa w Stołowiczach                   |         |